# Valencia Firebats 2022
Questa voce raccoglie le informazioni riguardanti i Valencia Firebats nelle competizioni ufficiali della stagione 2022.

## Maschile

### LNFA Serie B 2022

#### Stagione regolare
| Almería 28 novembre 2021, ore 12:00 1ª giornata Intergruppo | Almería Barbarians | 0 – 48 referto | Valencia Firebats | Base Militar Álvarez de Sotomayor |

| Valencia 12 dicembre 2022, ore 12:00 2ª giornata Intergruppo | Valencia Firebats | 42 – 0 referto | Granada Lions | Estadio Municipal Jardín del Turia |

| Valencia 30 gennaio 2022, ore 12:00 1ª giornata Grupo Este | Valencia Firebats | 52 – 12 referto | Alicante Sharks | Polideportivo Quatre Carreres |

| Saragozza 27 febbraio 2022, ore 17:00 3ª giornata Grupo Este | Valencia Giants | 0 – 7 referto | Valencia Firebats | Estadio Mundial 82 |

| Alicante 12 marzo 2022, ore 17:30 4ª giornata Grupo Este | Alicante Sharks | 0 – 17 referto | Valencia Firebats | Estadio Municipal de Atletismo de Alicante |

| Valencia 3 aprile 2022, ore 12:00 5ª giornata Grupo Este | Valencia Firebats | 38 – 7 referto | Valencia Giants | Polideportivo Quatre Carreres |

### Playoff
| 30 aprile 2022 Quarti di finale | Valencia Firebats | 39 – 12 | Valencia Giants |  |

| 15 maggio 2022 Semifinale | Valencia Firebats | 46 – 15 | Mercenarios de Villamayor de Gállego |  |

| 29 maggio 2022 Finale | Valencia Firebats | 13 – 14 | Alcobendas Cavaliers |  |

### Statistiche di squadra
| Competizione      | %Vittorie | In casa | In casa | In casa | In casa | In casa | In casa | In trasferta | In trasferta | In trasferta | In trasferta | In trasferta | In trasferta | Totale | Totale | Totale | Totale | Totale | Totale |
| Competizione      | %Vittorie | G       | V       | N       | P       | Pf      | Ps      | G            | V            | N            | P            | Pf           | Ps           | G      | V      | N      | P      | Pf     | Ps     |
| ----------------- | --------- | ------- | ------- | ------- | ------- | ------- | ------- | ------------ | ------------ | ------------ | ------------ | ------------ | ------------ | ------ | ------ | ------ | ------ | ------ | ------ |
| Stagione regolare | 1.000     | 3       | 3       | 0       | 0       | 132     | 19      | 3            | 3            | 0            | 0            | 72           | 0            | 6      | 6      | 0      | 0      | 204    | 19     |
| Playoff           | .667      | 3       | 2       | 0       | 1       | 98      | 41      | 0            | 0            | 0            | 0            | 0            | 0            | 3      | 2      | 0      | 1      | 98     | 41     |
| Totale            | .889      | 6       | 5       | 0       | 1       | 230     | 19      | 3            | 3            | 0            | 0            | 72           | 0            | 9      | 8      | 0      | 1      | 302    | 60     |